# Maria Friberg
Maria Friberg, född 16 maj 1966 i Malmö, är en svensk konstnär inom fotografi och video.
Maria Friberg studerade konstvetenskap på Göteborgs universitet och utbildade sig på Nordiska konstskolan i Karleby i Finland 1988, på Kungliga Konsthögskolan i Stockholm 1989-95 och på Myndlista- og Handidaskoli i Reykjavik 1992.
Maria Friberg undersöker begrepp som manlighet och grupptillhörighet. Friberg är representerad vid bland annat Göteborgs konstmuseum, Moderna museet i Stockholm, Kiasma i Helsingfors och Konstmuseet i Skövde. 

## Offentlig konst i urval
- Aeronauter, fotografi, 2002, innertak i Bilddiagnostiskt centrum på Södersjukhuset i Stockholm